# Battle Cry
Battle Cry is een Amerikaanse oorlogsfilm uit 1955 onder regie van Raoul Walsh. Het scenario is gebaseerd op de gelijknamige roman uit 1953 van de Amerikaanse auteur Leon Uris.

## Verhaal
Tijdens de Tweede Wereldoorlog wordt een groep jonge Amerikaanse rekruten opgeleid tot mariniers. Ze zullen strijd moeten leveren tegen de Japanners.

## Rolverdeling
| Acteur           | Personage         |
| ---------------- | ----------------- |
| Van Heflin       | Sam Huxley        |
| Aldo Ray         | Andy Hookens      |
| Mona Freeman     | Kathy             |
| Nancy Olson      | Pat Rogers        |
| James Whitmore   | Mac               |
| Raymond Massey   | Snipes            |
| Tab Hunter       | Dan Forrester     |
| Dorothy Malone   | Elaine Yarborough |
| Anne Francis     | Rae               |
| William Campbell | Wronski           |
| John Lupton      | Marion Hotchkiss  |
| L.Q. Jones       | L.Q. Jones        |
| Perry Lopez      | Joe Gomez         |
| Fess Parker      | Speedy            |
| Jonas Applegarth | Lighttower        |